# Philip Billing
Philip Anyanwu Billing (Esbjerg, 11 juni 1996) is een Deens-Nigeriaans voetballer die doorgaans speelt als middenvelder. In juli 2019 verruilde hij Huddersfield Town voor Bournemouth. Billing maakte in 2020 zijn debuut in het Deens voetbalelftal.

## Clubcarrière
Billing speelde in de jeugd van Esbjerg fB en werd in 2013 overgenomen door Huddersfield Town, waar hij in oktober van dat jaar een professioneel contract ondertekende. Op 26 april 2014 maakte hij zijn debuut in het eerste elftal. Door doelpunten van Gary Taylor-Fletcher en Wes Morgan werd met 0–2 verloren van Leicester City. Billing mocht in deze wedstrijd veertien minuten voor het einde van de wedstrijd invallen voor Jonathan Hogg. Zijn eerste doelpunt volgde op 13 februari 2016, nadat hij het gehele seizoen 2014/15 niet in actie was gekomen. Op bezoek bij Nottingham Forest besliste hij de wedstrijd nadat Matt Mills met een eigen doelpunt al voor de 0–1 had gezorgd.
In maart 2016 verlengde Huddersfield het contract van Billing tot medio 2020. Aan het einde van het seizoen 2016/17 werd promotie naar de Premier League bereikt. In de finale van de play-offs werd na strafschoppen gewonnen van Reading. Billing werd hierna verkozen tot talent van het jaar van Huddersfield. Met Huddersfield Town degradeerde hij in het seizoen 2018/19 uit de Premier League.
Bournemouth nam hem in de daarop volgende transferperiode over voor circa zestienenhalf miljoen euro. Bij zijn nieuwe club zette Billing zijn handtekening onder een verbintenis voor de duur van vijf seizoenen. In het seizoen 2021/22 promoveerde hij met Bournemouth naar de Premier League. In augustus 2023 werd zijn verbintenis opengebroken en met drie seizoenen verlengd tot medio 2027. Tijdens de eerste helft van het seizoen 2024/25 had Billing slechts één basisplaats in de Premier League. Hierop werd hij in de winterstop verhuurd aan Napoli.

## Clubstatistieken
| Seizoen | Club              | Competitie     | Competitie | Competitie | Beker | Beker | Internationaal | Internationaal | Totaal | Totaal |
| Seizoen | Club              | Competitie     | Wed.       | Dlp.       | Wed.  | Dlp.  | Wed.           | Dlp.           | Wed.   | Dlp.   |
| ------- | ----------------- | -------------- | ---------- | ---------- | ----- | ----- | -------------- | -------------- | ------ | ------ |
| 2013/14 | Huddersfield Town | Championship   | 1          | 0          | 0     | 0     | —              | —              | 1      | 0      |
| 2014/15 | Huddersfield Town | Championship   | 0          | 0          | 0     | 0     | —              | —              | 0      | 0      |
| 2015/16 | Huddersfield Town | Championship   | 13         | 1          | 0     | 0     | —              | —              | 13     | 1      |
| 2016/17 | Huddersfield Town | Championship   | 24         | 2          | 4     | 0     | —              | —              | 28     | 2      |
| 2017/18 | Huddersfield Town | Premier League | 16         | 0          | 6     | 1     | —              | —              | 22     | 1      |
| 2018/19 | Huddersfield Town | Premier League | 27         | 2          | 0     | 0     | —              | —              | 27     | 2      |
| 2019/20 | Bournemouth       | Premier League | 34         | 1          | 2     | 2     | —              | —              | 36     | 3      |
| 2020/21 | Bournemouth       | Championship   | 36         | 8          | 6     | 0     | —              | —              | 42     | 8      |
| 2021/22 | Bournemouth       | Championship   | 40         | 10         | 2     | 1     | —              | —              | 42     | 11     |
| 2022/23 | Bournemouth       | Premier League | 36         | 7          | 2     | 0     | —              | —              | 38     | 7      |
| 2023/24 | Bournemouth       | Premier League | 29         | 0          | 4     | 0     | —              | —              | 33     | 0      |
| 2024/25 | Bournemouth       | Premier League | 10         | 0          | 0     | 0     | —              | —              | 10     | 0      |
| 2024/25 | → Napoli          | Serie A        | 10         | 1          | 0     | 0     | —              | —              | 10     | 1      |
| Totaal  | Totaal            | Totaal         | 276        | 32         | 26    | 4     | 0              | 0              | 302    | 36     |

Bijgewerkt op 20 juli 2025.

## Interlandcarrière
Billing maakte zijn debuut in het Deens voetbalelftal op 7 oktober 2020, toen een vriendschappelijke wedstrijd gespeeld werd tegen Faeröer. Door doelpunten van Andreas Skov Olsen, Christian Eriksen, Joakim Mæhle en Andreas Cornelius werd er met 4–0 gewonnen. Billing mocht van bondscoach Kasper Hjulmand in de basis beginnen en hij werd achttien minuten voor tijd naar de kant gehaald ten faveure van Andreas Christensen. De andere Deense debutanten dit duel waren Kristian Pedersen (Birmingham City), Mathias Jensen (Brentford), Jonas Wind (FC Kopenhagen) en Andreas Skov Olsen (Bologna).
| Interlands van Phillip Billing voor Denemarken | Interlands van Phillip Billing voor Denemarken | Interlands van Phillip Billing voor Denemarken | Interlands van Phillip Billing voor Denemarken | Interlands van Phillip Billing voor Denemarken | Interlands van Phillip Billing voor Denemarken | Interlands van Phillip Billing voor Denemarken |
| №                                              | Datum                                          | Wedstrijd                                      | Uitslag                                        | Competitie                                     | Goals                                          |                                                |
| Als speler bij Bournemouth                     | Als speler bij Bournemouth                     | Als speler bij Bournemouth                     | Als speler bij Bournemouth                     | Als speler bij Bournemouth                     | Als speler bij Bournemouth                     | Als speler bij Bournemouth                     |
| ---------------------------------------------- | ---------------------------------------------- | ---------------------------------------------- | ---------------------------------------------- | ---------------------------------------------- | ---------------------------------------------- | ---------------------------------------------- |
| 1                                              | 7 oktober 2020                                 | Denemarken – Faeröer                           | 4 – 0                                          | Vriendschappelijk                              |                                                |                                                |
| 2                                              | 29 maart 2022                                  | Denemarken – Servië                            | 3 – 0                                          | Vriendschappelijk                              |                                                |                                                |
| 3                                              | 13 juni 2022                                   | Denemarken – Oostenrijk                        | 2 – 0                                          | Nations League 2022/23                         |                                                |                                                |
| 4                                              | 23 maart 2023                                  | Denemarken – Finland                           | 3 – 1                                          | EK 2024 kwalificatie                           |                                                |                                                |
| 5                                              | 26 maart 2023                                  | Kazachstan – Denemarken                        | 3 – 2                                          | EK 2024 kwalificatie                           |                                                |                                                |

Bijgewerkt op 20 juli 2025.